# باغو (سرخون)
باغو (بالفارسية: باغو) هي قرية تقع في إيران في قسم سرخون الريفي. يقدر عدد سكانها بـ 553 نسمة بحسب إحصاء 2016.